# Carol Ann Susi
Carol Ann Susi (Brooklyn, Nueva York, 2 de febrero de 1952 - Los Ángeles, California, 11 de noviembre de 2014) fue una actriz de cine, teatro y televisión estadounidense, conocida por interpretar la voz de la señora Wolowitz (madre de Howard Wolowitz) en la comedia de situación The Big Bang Theory.

## Biografía
Era de ascendencia italiana. Estudió actuación en el HB Studio (Herbert Berghof Studio) de la ciudad de Nueva York antes de mudarse a Los Ángeles en la década de 1970 donde comenzó su extensa carrera en televisión y teatro.
Entre sus créditos se incluyen series como Anatomía de Grey, Matrimonio con hijos, Aquellos maravillosos 70, Sabrina, Cosas de Brujas; y Becker. También participó en películas como Bar Coyote, Sígueme el rollo y La muerte os sienta tan bien.
En 2008 interpretó la voz de Doris Brown y Pamela Ross en el videojuego CSI: NY. Dos años después, interpretó la voz de Maria Agnello en Mafia II.
Falleció el 11 de noviembre de 2014 en Los Ángeles a causa de un cáncer. Tenía 62 años.

## Filmografía

### Cine
- 1984: Love Scenes como Susan
- 1987: Outrageous Fortune
- 1987: El secreto de mi éxito como Jean
- 1989: Sangre roja
- 1989: Una boda de locos como Angela
- 1990: Mi querido mafioso como Filomena
- 1990: Masters of Menace como Candy Colletti
- 1992: La muerte os sienta tan bien
- 1996: Una noche inolvidable como Irma
- 1996: Campanas de boda
- 1996: Qiana
- 1997: Eat Your Heart Out como Cynthia
- 1998: Mafia, estafa como puedas como la esposa de Clamato
- 1998: Waiting for Woody
- 2000: Las chicas Amati
- 2000: Tempest Eye como Monique
- 2000: Bar Coyote
- 2001: Como perros y gatos como la hermana de Sophie
- 2002: Duty Dating
- 2006: Coffee Date como Betty
- 2008: Red Velvet
- 2011: Sígueme el rollo como la señora Maccabee
- 2014: A Life, Taken

### Televisión
- 1974: Kolchak: The Night Stalker como Monique Marmelstein (3 episodios)
- 1975: The Big Rip-Off
- 1975: McMillan y esposa como Luana (1 episodio)
- 1976: Hombre rico, hombre pobre (1 episodio)
- 1981: Leave 'em Laughing como Gina
- 1987: Mi hermana Sam como Marsha (1 episodio)
- 1987: Simon & Simon como Doreen (1 episodio)
- 1987: Jake y el Gordo como Sally (1 episodio)
- 1989: ¿Quién es el jefe? como Ginger (1 episodio)
- 1990: Los problemas crecen como Norma (1 episodio)
- 1990: Juzgado de guardia como Mara Bernstein (1 episodio)
- 1990: Murphy Brown (1 episodio)
- 1990: Los primeros de la clase (1 episodio)
- 1990: The New Adam-12 como Vicki (1 episodio)
- 1990: Married People como Gloria (1 episodio)
- 1990: Donantes
- 1991: Cheers como Angeline (1 episodio)
- 1991: Un médico precoz (Voz en off)
- 1992: Seinfeld como Carrie (2 episodios)
- 1992: Un mundo diferente (1 episodio)
- 1992: Loco por ti (1 episodio)
- 1993: Blossom Como narradora/Bella en "Las mejores llanuras de hombres y de ratones"
- 1993: Under Investigation Voz en off
- 1994: Policías de Nueva York como Connie (1 episodio)
- 1995: Pointman (1 episodio)
- 1995−1996: Matrimonio con hijos como Frannie (3 episodios)
- 1996: The Home Court como Connie (1 episodio)
- 1996: Urgencias (1 episodio)
- 1996: Todo va sobre ruedas como Grace (1 episodio)
- 1997: Fired Up (1 episodio)
- 1998: Dame un respiro como la señora Boukidis (1 episodio)
- 1998: Oh Baby como Felicia (1 episodio)
- 1998: Sabrina, cosas de brujas como Doris (1 episodio)
- 1998: Becker como la señora Marino (1 episodio)
- 1998: USA High como la señora Lazzarini (1 episodio)
- 2000: Colegas de clase (1 episodio)
- 2000−2005: El rey de Queens (2 episodios)
- 2001: Pasados de vueltas como Brandy (1 episodio)
- 2001: That's Life como Tessie Dalton (1 episodio)
- 2001: A dos metros bajo tierra como Pauline Romano (1 episodio)
- 2004: Just Desserts como la señora Guzzi
- 2004: The Drew Carey Show como Doris (1 episodio)
- 2005: McBride: It's Murder, Madam como Helen
- 2005: Terapia en familia como Susy (2 episodios)
- 2006: Love, Inc. como Gwen (1 episodio)
- 2006: Aquellos maravillosos 70 (2 episodios)
- 2007: Viajero en el tiempo (1 episodio)
- 2007−2014: The Big Bang Theory como Debbie Wolowitz (39 episodios)
- 2008: Betty como la señora Galeano (1 episodio)
- 2008: Anatomía de Grey como la señora Dorsokowski (1 episodio)
- 2010: Hasta que la muerte nos separe como Marjorie Putnam (1 episodio)

### Videojuegos
- 2008: CSI: NY voz de Doris Brown y Pamela Ross
- 2010: Mafia II voz de la señora de la limpieza y Maria Agnello